# Rudolf Broch
Rudolf Broch (ur. 25 marca 1871 w Prossnitz, zm. 23 września 1942 w Wiedniu) – oficer armii Austro-Węgierskiej, twórca zespołu zachodniogalicyjskich cmentarzy wojennych.

## Życiorys
Pochodził z żydowskiej rodziny. Był synem kupca Adolfa i Pauliny z d. Halberstadt. Po ukończeniu gimnazjum, od 1865 roku studiował na Wydziale Architektury Wyższej Szkoły Technicznej w Wiedniu a jako wolny słuchacz uczestniczył w zajęciach Wiedeńskiej Akademii Sztuk Pięknych.
Służbę wojskową rozpoczął jako jednoroczny ochotnik w roku 1890. W latach 1890–1893 kolejno awansował od stopnia tytularnego kaprala do stopnia podporucznika. W latach 1891–1901 odbył służbę kompanijną w Wadowicach, Krakowie, Nowym Sączu i Tarnowie. W następnych latach służył m.in. w pułkach obrony krajowej (LIR – Landwehr-Infanterie-Regiment): Nr 32 w Nowym Sączu i Nr 14 w Brnie. W 1906 roku uczęszczał do szkoły oficerskiej korpusu w Wiedniu. 30 października 1908 roku zmienił wyznanie na rzymskokatolickie, przyjmując na chrzcie w kościele garnizonowym w Brnie imiona Rudolf Eduard Maria. 1 listopada 1908 roku awansował na stopień kapitana i został dowódcą kompanii w Čáslavi. W 1909 roku został przydzielony do dowództwa obrony krajowej w Krakowie – Krakowskiej Komendantury Wojskowej w charakterze oficera koncepcyjnego.
W listopadzie 1915 roku, po utworzeniu Oddziału Grobów Wojennych C. i K. Komendantury Wojskowej w Krakowie został jego komendantem. 1 listopada 1916 roku awansował do stopnia majora. Po zakończeniu I wojny światowej osiedlił się w Wiedniu gdzie mieszkał do śmierci. Był wielokrotnie odznaczany orderami wojennymi i wojskowymi. Między innymi 15 lipca 1916 roku został udekorowany brązowym orderem zasługi ze wstęgą wojskowego krzyża zasługi, 19 maja 1917 roku otrzymał oficerską odznakę 3 stopnia.
W 1918 roku, wspólnie z Hansem Hauptmannem, wydał przewodnik i album: Westgalizische Heldengraeber aus den Jahren des Weltkrieges 1914-1915, Wien: 1918; reprint: Zachodniogalicyjskie groby bohaterów z lat wojny światowej 1914-1915, przekład filologiczny Henryk Sznytka, opracowanie, wstęp i przypisy Jerzy Drogomir, Tarnów: Muzeum Okręgowe w Tarnowie 1996, ISBN 83-85988-40-8.
Był współzałożycielem i pierwszym (od 1919 roku) wiceprezydentem Austriackiego Czarnego Krzyża – organizacji mającej w swoich celach opiekę nad grobami wojennymi. Polskimi odpowiednikami tej organizacji były, działające przed II wojną światową: Towarzystwo Opieki nad Grobami Bohaterów i Towarzystwo „Polski Żałobny Krzyż”.
6 lutego 1920 roku ponownie zmienił wyznanie – tym razem na starokatolickie i zawarł związek małżeński w kościele św. Salvatora w Wiedniu z Emmą Marią Nigrin (1883-1964). W 1920 roku awansował do stopnia podpułkownika a 1 stycznia 1921 roku został przeniesiony do rezerwy. W listopadzie tego roku otrzymał stopień pułkownika rezerwy. Za zasługi dla Republiki Austriackiej, 7 września 1933 roku, został udekorowany Złotym Honorowym Orderem.
Po aneksji Austrii przez hitlerowskie Niemcy jako Żyd, był prześladowany przez narodowych socjalistów. W roku 1939, musiał wpłacić kontrybucję od posiadanego majątku w wysokości 14.250 marek. Zmuszony do trzykrotnej zmiany mieszkania (w latach 1939-1942) zamieszkał w dzielnicy żydowskiej Wiednia gdzie w 1942 roku popełnił samobójstwo.
Rudolf Broch był doskonałym organizatorem. Dzięki swoim zdolnościom potrafił w krótkim czasie powołać do życia jedno z najlepiej działających przedsiębiorstw na terenie Monarchii Austro-Węgierskiej – Kriegsgraberabteilung des k. und k. Militarkommandos Krakau – KGA. Od 1915 r. do 1918 r. oddział zbudował 365 cmentarzy dla 60 829 żołnierzy, zużywając wielką ilość materiałów budowlanych. Rudolf Broch wniósł do Oddziału Grobownictwa Wojennego wrażliwość na sprawy sztuki i znajomość budownictwa.

## Literatura
- Zachodniogalicyjskie groby bohaterów z lat wojny światowej 1914-1915, przekład filologiczny Henryk Sznytka, opracowanie, wstęp i przypisy Jerzy Drogomir, Tarnów: Muzeum Okręgowe w Tarnowie 1996, ISBN 83-85988-40-8, wstęp str.VII;
- Frodyma Roman. Cmentarze wojenne z I wojny światowej na Ziemi Tarnowskiej. Przewodnik Turystyczny. Krosno: Wydawnictwo „Ruthenus” 2006. ISBN 978-83-7530-000-0.
- Frodyma Roman. Galicyjskie Cmentarze Wojenne tom I. Pruszków: Rewasz 1995. ISBN 83-85557-20-2.
- Frodyma Roman. Galicyjskie Cmentarze Wojenne tom II. Pruszków: Rewasz 1997. ISBN 83-85557-38-5.
- Frodyma Roman. Galicyjskie Cmentarze Wojenne tom III. Pruszków: Rewasz 1998. ISBN 83-85557-52-0.
- Duda Oktawian. Cmentarze I wojny światowej w Galicji Zachodniej 1914-1918. Warszawa: Ośrodek Ochrony Zabytkowego Krajobrazu 1995. ISBN 83-85548-33-5.
- Drogomir Jerzy. Polegli w Galicji Zachodniej 1914-1915 (1918). Wykazy poległych, zmarłych i pochowanych na 400 cmentarzach wojskowych w Galicji Zachodniej. Tarnów: Muzeum Okręgowe w Tarnowie tom I. Tarnów: 1999. ISBN 83-85988-26-2.
- Drogomir Jerzy. Polegli w Galicji Zachodniej 1914-1915 (1918). Wykazy poległych, zmarłych i pochowanych na 400 cmentarzach wojskowych w Galicji Zachodniej. Tarnów: Muzeum Okręgowe w Tarnowie tom II. Tarnów: 2002; ISBN 83-85988-32-7.
- Drogomir Jerzy. Polegli w Galicji Zachodniej 1914-1915 (1918). Wykazy poległych, zmarłych i pochowanych na 400 cmentarzach wojskowych w Galicji Zachodniej. Tarnów: Muzeum Okręgowe w Tarnowie tom III. Tarnów: 2005; ISBN 83-85988-57-2.
- Partridge Agnieszka. Otwórzcie bramy pamięci. Cmentarze wojenne z lat 1914-1918 w Małopolsce. Kraków: LETTRA-GRAPHIC 2005. s. 44-69, ISBN 83-89937-10-7.
- Archiwum Państwowe w Krakowie (29); Dział: wojsko; Kategoria: sztaby, dowództwa terytorialne; Nr zespołu: 275/1; Karta: A i B; Nazwa główna: „C. i K. Komenda Wojskowa w Krakowie, Oddział Grobów Wojennych (K.u.K. Militärkommando Krakau, Kriegsgräberabtilung)”; daty skrajne: 1914-1914, 1916-1918 (24 j.a., opracowane; inwentarz książkowy), Zawartość:
  - 29\275\1 K.k. Militärkommando Krakau, Kriegsgräberabteilung (C.k. Komenda Wojskowa w Krakowie, Oddział Grobów Wojennych) (1914) 1916-1918, sygn.GW 1-24 (korespondencja, dzienniki podawcze, wykazy zmarłych i zaginionych, mat. dot. postępowania spadkowego po zmarłych żołnierzach);
  - 29\275\0 Urząd Opieki nad Grobami Wojennymi Okręgu Generalnego Krakowskiego 1918-1923, sygn. GW 25-34 (korespondencja, dzienniki podawcze, indeksy, rejestry poległych, ekshumacje, składki na groby wojenne), Dokumentacja techniczna i ewidencyjna 1914-1922 (1939) (wykazy poległych i zmarłych oraz jeńców, sprawy gruntowe, plany i mapy cmentarzy).